# レイクショア・リミテッド
レイクショア・リミテッド（英語：Lake Shore Limited）は、シカゴのユニオン駅からニューヨーク市のペンシルベニア駅とボストンのサウス駅を結ぶアムトラックの列車である。ニューヨーク州の州都オールバニ郊外のオールバニ・レンセラー駅にて、ニューヨーク-シカゴ編成とボストン-シカゴ編成の増解結を行う。